# Anne Troelstra

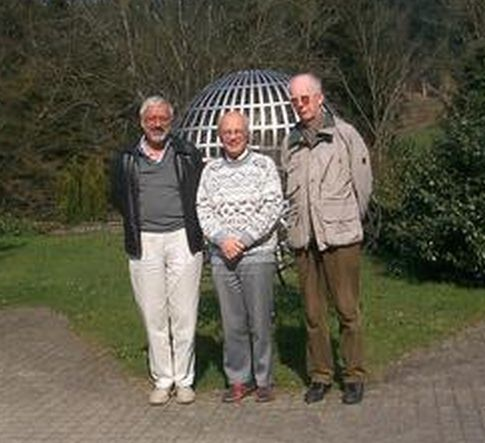
Troelstra (rechts) mit Helmut Schwichtenberg und Yiannis Moschovakis (links), Oberwolfach 2002

Anne Sjerp Troelstra (* 10. August 1939 in Maartensdijk bei Utrecht; † 7. März 2019 in Blaricum) war ein niederländischer mathematischer Logiker.

## Werdegang
Troelstra ging in Eindhoven auf das Gymnasium und studierte ab 1957 Mathematik an der Universität Amsterdam, wo er nach dem Abschluss (Doctoraalexamen) 1964 Assistenzprofessor war und 1966 bei Arend Heyting über intuitionistische Topologie promoviert wurde. Danach war er als Post-Doc an der Stanford University bei Georg Kreisel. 1968 hielt er Vorlesungen über intuitionistische Logik an der State University of New York at Stony Brook (SUNY). Im selben Jahr wurde er Dozent für Analysis und 1970 als Nachfolger von Heyting ordentlicher Professor für Reine Mathematik und Grundlagen der Mathematik an der Universität Amsterdam. 2000 wurde er emeritiert. Er war Gastprofessor in Oxford (1973/74), der Albert-Ludwigs-Universität Freiburg, der Universität Siena und der Universität Bern.
Troelstra beschäftigte sich anfangs mit intuitionistischer Metamathematik (Choice Sequences) und Kleene-Realisierbarkeit.
Seit 1976 war er Mitglied der Königlich-Niederländischen Akademie der Wissenschaften und seit 1996 korrespondierendes Mitglied der Bayerischen Akademie der Wissenschaften. 1996 erhielt er den Friedrich L. Bauer-Preis.
Er schrieb mehrere historische Bücher über Reisen von Naturwissenschaftlern.

## Schriften
- Principles of Intuitionism. Lectures Presented at the Summer Conference on Intuitionism and Proof Theory (1968) at SUNY at Buffalo, N.Y. (= Lecture Notes in Mathematics. 95). Springer, Berlin u. a. 1969 (Maschinenschriftlich vervielfältigt).
- als Herausgeber: Metamathematical Investigation of Intuitionistic Arithmetic and Analysis (= Lecture Notes in Mathematics. 344). Springer, Berlin u. a. 1973, ISBN 3-540-06491-5 (2nd, corrected edition. (= ILLC Prepublications Series. X-93-05). Institute for Logic u. a., Amsterdam 1993).
- Choice Sequences. A Chapter of Intuitionistic Mathematics. Clarendon Press, Oxford 1977, ISBN 0-19-853163-X.
- mit Dirk van Dalen: Constructivism in Mathematics. An Introduction (= Studies in Logic and the Foundations of Mathematics. 121 und 123). 2 Bände. North-Holland, Amsterdam 1988, ISBN 0-444-70266-0 (Bd. 1), ISBN 0-444-70358-6 (Bd. 2).
- Lectures on Linear Logic (= CSLI Lecture Notes. 29). CSLI, Menlo Park CA u. a. 1992, ISBN 0-937073-78-4.
- mit Helmut Schwichtenberg: Basic Proof Theory (= Cambridge Tracts in Theoretical Computer Science. 43). Cambridge University Press, Cambridge u. a. 1996, ISBN 0-521-57223-1 (2. Auflage. ebenda 2000, ISBN 0-521-77911-1).
- Tijgers op de Ararat. Natuurhistorische reisverhalen, 1700–1950. Atlas, Amsterdam 2003, ISBN 90-450-1082-8 (Niederländisch, über Reisen unter anderem von Linné, Alexander von Humboldt, Darwin, Joseph Hooker).

## Auszeichnungen
- 1996 wurde er mit dem Friedrich L. Bauer-Preis geehrt.

## Verweise
1. ↑  Troelstra gibt in seinem englischen Lebenslauf auch Lecturer an
2. ↑  Troelstra gibt in seinem englischen Lebenslauf Reader an

| Personendaten    | Personendaten                                               |
| ---------------- | ----------------------------------------------------------- |
| NAME             | Troelstra, Anne                                             |
| ALTERNATIVNAMEN  | Troelstra, Anne S.; Troelstra, Anne Sjerp                   |
| KURZBESCHREIBUNG | niederländischer mathematischer Logiker und Hochschullehrer |
| GEBURTSDATUM     | 10. August 1939                                             |
| GEBURTSORT       | Maartensdijk                                                |
| STERBEDATUM      | 7. März 2019                                                |
| STERBEORT        | Blaricum                                                    |